# Артыков, Рахматулла
Рахматулла Артыков (1899—1965) — советский хозяйственный, государственный и политический деятель, Герой Социалистического Труда.

## Биография
Родился в 1899 году в Наманганском уезде Ферганской области Туркестанского края. Член КПСС.
С 1914 года — на хозяйственной, общественной и политической работе. В 1914—1960 гг. — батрак, крестьянин в собственном хозяйстве, крестьянин в местном товариществе по совместной обработке земли, председатель колхоза «Москва» Чартакского района Наманганской области Узбекской ССР.
Указом Президиума Верховного Совета СССР от 11 января 1957 года за выдающиеся успехи, достигнутые в деле развития советского хлопководства, широкое применение достижений науки и передового опыта в возделывании хлопчатника и получение высоких и устойчивых урожаев хлопка-сырца присвоено звание Героя Социалистического Труда с вручением ордена Ленина и золотой медали «Серп и Молот».
Избирался депутатом Верховного Совета Узбекской ССР 4-го созыва.
Умер 29 мая 1965 года.